# الموية القديم
الموية القديم هي قرية قديمة عمرها فوق المئة عام تقع على الطرف الشرقي من اللابة السوداء الفارقه بين نجد والحجاز. وأول من قام ببنائها هم قبيلة الخراريص من عتيبه في ديارهم. قرية قديمة قد غادروها قبيلة الخراريص من عتيبه ومن معهم لموقعم الجديد جنوباً عنها بحوالي 37 كم بموقعهم المسمى بمحافظة الموية الجديد التي هي الآن تعتبر من المحافظات الصاعده في المملكة العربية السعودية (حرر في 13 / 3 / 1433هـ )الموية الجديد. ويوجد بهآ قصر الملك عبد العزيز